# Macropodia rostrata
Espèce
Macropodia rostrata, le macropode à rostre, est une espèce de petits crabes de la famille des Inachidae qui évoque une petite araignée de mer car doté de longues pattes.

## Description
Macropodia rostrata, long jusqu'à 3 cm rostre compris, a généralement une apparence poilue ou velue car il se camoufle avec des algues qu'il prélève dans son milieu de vie et qu'il colle sur sa carapace et ses pattes. 
Ses pattes (péréiopodes) et sa carapace sont de couleur grisâtre à jaunâtre ou brun-rougeâtre, certains spécimens présentant aussi des taches blanches. 
La carapace en se développant prend une forme de poire qui contribue à donner une allure caractéristique à cet animal. La surface de la carapace est couverte de nombreuses petites soies en forme de crochets. 
En vue dorsale les pédoncules oculaires sont  entièrement visibles.

## Distribution et écologie
Macropodia rostrata peut être observé en Atlantique par les plongeurs ou dans les filets près des côtes de l'Europe et de l'Afrique de l'ouest, à partir de 65° N depuis la Norvège et jusqu'en Afrique du Sud. Il est aussi présent en mer Méditerranée et en mer Noire. 
Selon les données disponibles, il est trouvé et se reproduit à des profondeurs de 0 à 50 mètres, mais il a parfois été trouvé à des profondeurs atteignant 150 m ( Unité «  » inconnue du modèle {{Conversion}}.). 

## Habitats
Il est communément trouvé sur le plateau continental, dans des habitats sableux, vaseux à rocheux, souvent bien camouflé dans les algues et notamment le varech. Macropodia rostrata découpe des morceaux d'algues et se les applique sur tout son corps, mais parce que lent, il est aussi une proie facile. La femelle est ovigère toute l'année, mais les œufs n'éclosent que de mai à janvier.

## Taxonomie
M. rostrata a été décrit la première fois par Carl von Linné en 1761 dans un ouvrage intitulé Fauna Suecica sous le nom Cancer rostratus.